# Galaroza
Galaroza település Spanyolországban, Huelva tartományban. Galaroza Valdelarco, Fuenteheridos, Castaño del Robledo, Jabugo és La Nava községekkel határos. Lakosainak száma 1369 fő (2024).

## Népesség
A település népessége az utóbbi években az alábbiak szerint változott:
| Lakosok száma | 1617 | 1651 | 1606 | 1618 | 1599 | 1503 | 1431 | 1379 | 1373 | 1369 |
|               | 2001 | 2004 | 2006 | 2009 | 2011 | 2014 | 2016 | 2019 | 2021 | 2024 |